# Agência matrimonial
Agência matrimonial é um serviço pago para marcar encontros entre parceiros em potencial, com uma visão voltada para o romance e/ou casamento entre eles. As agências matrimoniais (ou agências de matchmaking), deram os primeiros passos de uma forma “rudimentar”, na Inglaterra. Estava-se em finais do século XVIII quando os membros do Clero começaram a apresentar planos de casamento a qualquer homem ou mulher que desejasse contrair matrimónio. Neste “sistema”, os interessados eram divididos em 3 categorias, geralmente relacionadas com o dinheiro que possuíam ou o dote a receber com o casamento. E, à partida, cada pessoa só conheceria alguém da sua classe social.

## Variações
- 'Face-a-face': Homens e mulheres pessoalmente pedem a uma casamenteira para ajudá-los a encontrar um parceiro em potencial.
- 'Agência de namoro virtual': Um site na internet onde as pessoas se registram, colocam seu perfil e entram em contato com outros membros que também se inscreveram.

Há um aumento do número de empresas que ensinam aos homens como eles podem satisfazer as próprias mulheres sem o uso de uma agência de encontros, usando princípios da psicologia feminina e dinâmicas sociais.

## História e tendências
Agências matrimoniais dirigida por clérigos foram introduzidos Inglaterra e Gales no final do século XVIII.
Homens e mulheres classificavam-se em três classes, e, em geral, declaravam a quantidade de dinheiro que ganhavam, ou que seria dado como dote. Uma entrada típica seria: 

Second Class, No.2. — A gentleman, 40 years of age, a little corpulent, rather of a dark brown complexion, wears a wig, has a place in the Customs, and a small estate in Suffolk, with 750l. in the funds; reasonably well-tempered, and at times very lively; religion — of his fathers.
Tradução aproximada:

Segunda Classe, No.2. - Um cavalheiro, 40 anos de idade, um pouco corpulento, em vez de uma pele marrom escuro, usa uma peruca, tem um lugar na Alfândega, e uma pequena propriedade, em Suffolk, com 750 l. nos fundos; razoavelmente bem-humorado, e às vezes muito animado; religião - de seus pais.

Foi somente em 1825 que abriu em Londres a primeira agência matrimonial. Não tinha qualquer ligação com a Igreja, mas valorizava o mesmo “problema” da divisão de classes… E por isso foi aumentado o número de categorias, de três para cinco, ainda sempre fiel à premissa de que alguém da classe 1 (alta) só seria apresentado a outra pessoa com o mesmo estatuto. 